# Метод Домана

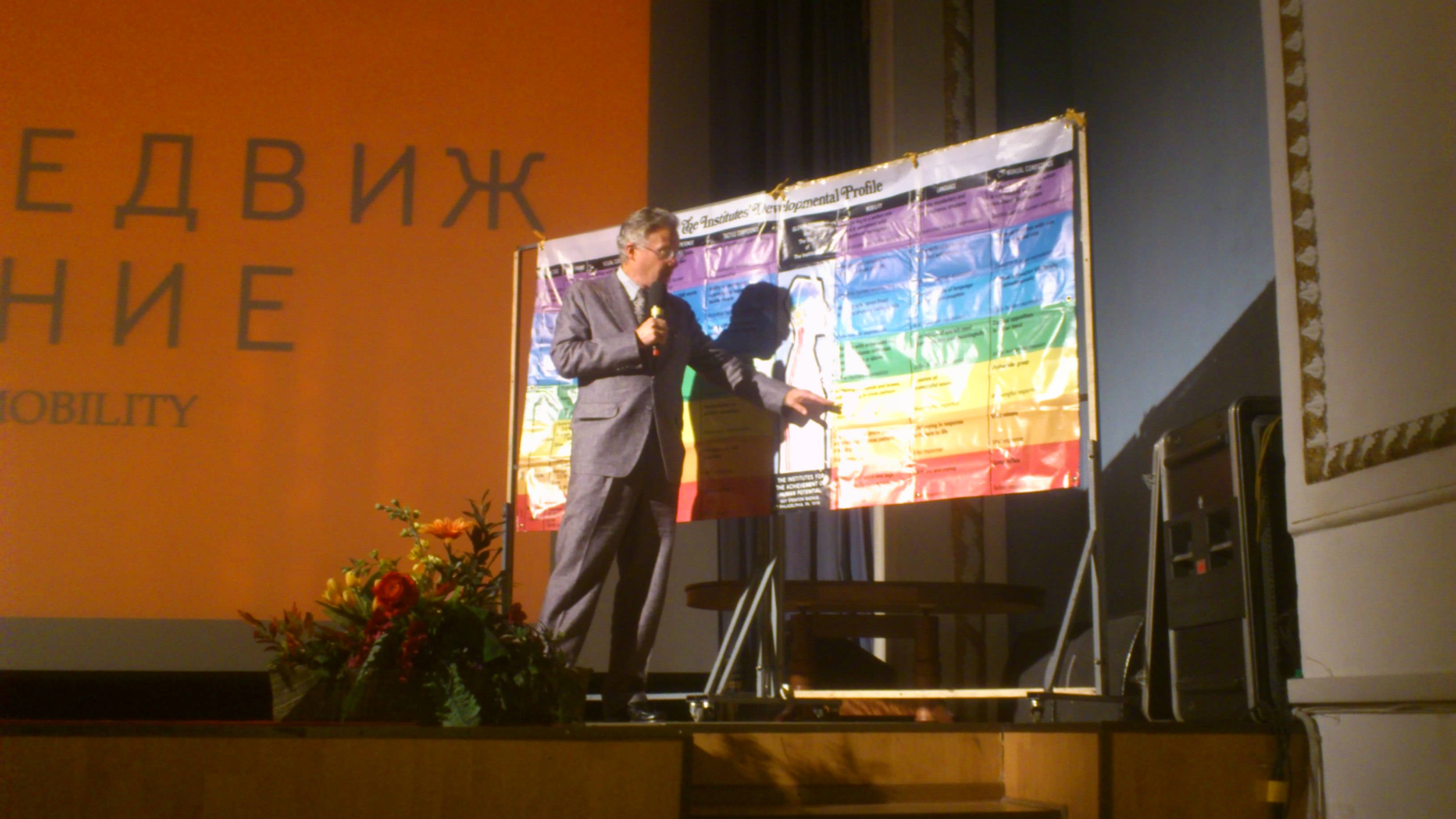
Дуглас Доман рассказывает про профиль развития ребёнка.

Метод Домана — серия реабилитационных (методика Домана-Делакато, «паттернинг») и развивающих методик для детей с задержками развития и для детей с полноценным развитием, разработанных Гленном Доманом и основанным им Институтом Развития Человеческого Потенциала (англ. The Institutes for the Achievement of Human Potential, IAHP).

## Восстанавливающие методики
В сороковые года XX века молодой физиотерапевт Гленн Доман начал разработку программы восстановления умственно отсталых детей. 
Основной целью программы была активизация умственной деятельности больных детей через обучение.
В своей системе он использовал карточки с красными точками, картинками и словами.
Эти карточки показывались ребёнку на короткое время, но много раз за день.
Постепенно количество карточек увеличивалось.
По теории Домана, карточки являлись раздражителями, которые стимулировали резервные здоровые клетки мозга. 
В результате длительной работы, после многомесячных повторов, наступало улучшение в развитии детей. 
Умственно отсталые дети начинали развиваться, двигаться, говорить ранее ожидаемого срока и в своём развитии догоняли обычных детей.
Впоследствии методику Домана стали применять как развивающую для обучения здоровых детей.

## Развивающие методики
В Институте Развития Человеческого Потенциала под руководством Гленна Домана были разработаны различные восстанавливающие методики для умственно отсталых детей, и обучающие, развивающие методики для обычных детей.
В серию методик входит необычно раннее (с первого года жизни) обучение чтению и математике, а также методики физического развития.
По методикам Домана рекомендуется начинать обучение уже в 3-6 месяцев, поскольку «с 6-7 лет у детей начинается Обучение, а Познание — идет с самого рождения», и поскольку ребёнок в первые 6 лет жизни получает больше знаний, чем за остальную жизнь.

### Обучение чтению по методике Домана
Раннее (в два года и даже раньше) обучение чтению при помощи специального набора карточек (карточки Домана) — пожалуй, наиболее распространённое применение методик Гленна Домана. Основной идеей обучения является запоминание ребёнком слова целиком, вместо складывания его из букв и слогов, основным приемом — многократная кратковременная демонстрация карточки одновременно с произнесением написанного слова.

## Критика
Методики Домана являются предметом критики некоторых специалистов. В частности, в журнале Американской академии педиатрии (англ. American Academy of Pediatrics) были опубликованы статьи, утверждающие, что методики основаны на устаревших и упрощенных представлениях о психологии развития, а эффективность методик была поставлена под сомнение.